# Joseph Robert Sealy
Joseph Robert Sealy ( 1907 - 1 de agosto de 2000) fue un botánico inglés
Comenzó tempranamente a trabajar en Kew Gardens, en 1925, con el Dr. Sprague en cultivos tropicales. Y en 1927 pasó a desempeñarse con el director Dr. Arthur Hill en el herbario. A partir de 1940 es Asistente Botánico. En esa época se concretan estudios sobre la flora de China. Fue un destacado especialista en Camellia.
Se casó con su colega Stella Ross-Craig (1906-2006).

## Algunas publicaciones

### Libros
- 1958. Revision of the Genus Camellia.[1]

## Honores
- 1957: electo miembro honorario de la "American Camellia Society".
- 1958: medalla Veitch de plata.

- La abreviatura «Sealy» se emplea para indicar a Joseph Robert Sealy como autoridad en la descripción y clasificación científica de los vegetales.[2]